# Cadulus rudmani
Cadulus rudmani är en blötdjursart som beskrevs av Lamprell och Healy 1998. Cadulus rudmani ingår i släktet Cadulus och familjen Gadilidae. Inga underarter finns listade i Catalogue of Life.